# 原方刺し子
- 原方刺し子
- 原方刺子
- 原方さしこ

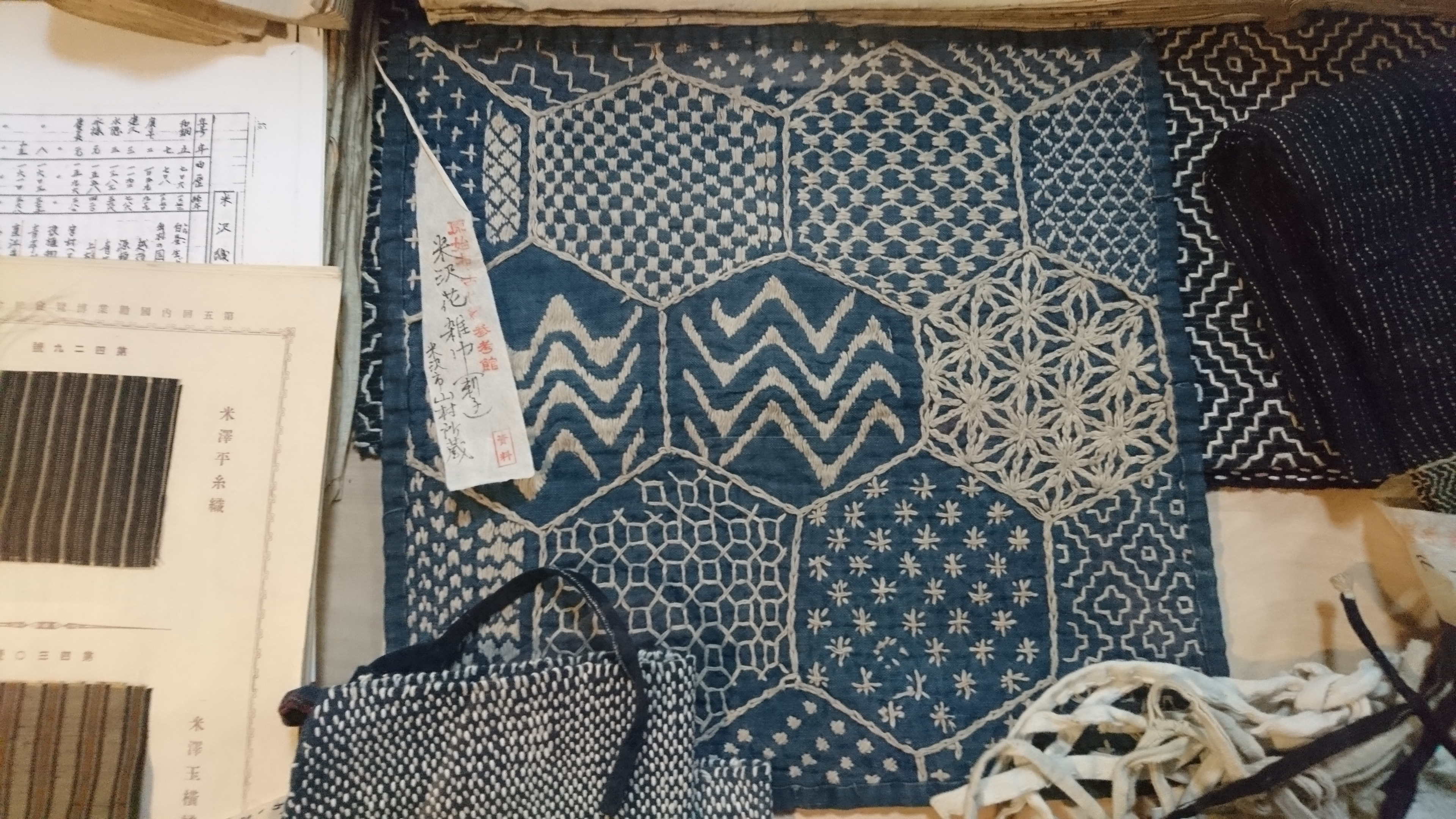
明治期のものと推定される花ぞうきん

原方刺し子（はらかたさしこ）は、山形県米沢藩の下級武士「原方衆（はらかたしゅう）」の婦女のあいだから、生活苦の中でも士族の誇りを忘れないために生まれ、昭和初期まで受け継がれた裁縫技術による雑巾である。「花雑巾（はなぞうきん）」、「上杉花ぞうきん」ともいい、その技術そのものをさして「米沢刺し子」ともいう。
士族の証である文様を刺し入れた足ふき用の雑巾を玄関に置き、貧困から田畑を耕す一族の男衆が田から帰宅した際や、来客に、足をのせさせる際に本来の身分を思い起こさせるために用いられた。

## 由来

### 原方衆の誕生
1601年（慶長6年）、関ヶ原の戦いで敗戦した西軍に関与していた上杉景勝は、会津若松120万石の拠点から、6,000人余りの家臣とともに米沢藩30万石に減封された。当時の米沢は800戸程度からなる田舎であり、家臣の直江兼続が中心となって城下町を構築したものの、すべての家臣を城下に収容することは不可能だった。そのため、下級武士は郷士となり、1609年（慶長14年）頃までに、南原や花沢等町の四方の原野に聚落を築いて住まうことを余儀なくされた。これら下級武士は「原方衆(原方奉分人）」とよばれ、会津から移住した武士の約3分の1、約8,000人が原方衆となった。
原方衆は、平時は荒野を開拓して作物を育てる農民さながらの暮らしを送りつつ、月に2回米沢城に出勤して武芸を練り、城の防衛や河川の氾濫や街道の防備にあたる屯田兵となって食い扶持を稼いだ。このような郷士聚落の例は全国的にも稀であり、薩摩藩の麓聚落のみが他に知られている。
1664年（寛文4年）、4代目の上杉綱勝が世継ぎを残さず急死すると、米沢藩はお家断絶を免れるため、会津藩の祖である保科正之の仲介により吉良義央の子を養子に迎える。所領は15万石に半減して藩財政はますます困窮し、城下の家臣の俸禄も半減した。このため、士族のなかではその身分を商家に売り払うことが流行し、圧政に耐えかねた農民の間には逃亡や間引きが増加した。さらには1720年（享保5年）の凶作、1755年（宝暦5年）から3年間続いた大凶作が、藩財政に甚大な影響を及ぼした。下級士族の大半が町民や農民に身を落とし、名ばかりの士族が増えると、士族意識も低下した。
米沢藩は文武両道の子弟教育に熱心であり、藩内に7カ所の武芸所を設け、子弟に厳しく武芸を伝え、武士道を説いていた。武士道とは、武芸によって功名を立てて子孫繁栄を図り、家名や家柄を尊び、主君に忠義を尽くして出世することを人生の目標としたものであり、身分が下がった場合も家運再興のために名誉回復を図ることを士族の嗜みとしたものである。しかし、経済的理由によりそれまで蔑視してきた農工商の位置に自ら身を落とすこととなった下級武士たちは、士族の権威が失墜して体面を保つことも難しくなってゆくと、精神的な支えであった武士道も失われていった。

### 婦女子の教養
身分的には武士でありながら、生活実態から武士の心を失っていく士族に対し、逆に士族意識を固めたのが、原方衆の妻女らであった。夫とともに農耕に従事するも、妻女たちももとは越後時代の名将の血筋にあたる身分の高い者も多く、お家再興にかける武士道精神は婦女子にも育まれていた。
そのような士族の妻の教養のひとつに、裁縫の技量があげられる。1646年（正保3年）に杉田勘兵衛が女の心得を著した『めのとさうし』では、武士の妻は、いざという時、夫が馬の背に鞍を着ける数分の間に裃の一着を縫い上げるくらいできなくては武士の妻たる資格なし、と、裁縫の技量と速さを問うているように、代々武家の間では婦女子にきびしく裁縫を躾けた。原方衆の妻女は、士族の妻ならではのその技量を、どの家でも座敷にあがる際に必ず用いる、足を拭うための雑巾に縫い表し、本来の身分の誇りと技術を表出させた。これが、雑巾という用途にそぐわない華やかさから「花ぞうきん」とよばれる原方刺し子である。
米沢藩は、4代目綱勝の死後の減俸や度々の飢饉を乗り越えるため、藩として幾度か大きな倹約令を敷いた。衣類については、合羽を着ること、風呂敷を持つことを禁じ、老人以外は足袋を履くことや塗り下駄も贅沢品とみなされ、禁じられた。このため、人々は家にあがる際には門前の川を石を置いて堰き止め、雑木の下駄ごと足を洗う習慣があった。どの家の戸口にも、濡れた足を拭うための雑巾が置かれていて、家人も客人も、家にあがる誰もが必ず目にするそれに、武士の身分を誇示したものである。
妻女らは上杉氏一門独自の図柄を考案し、区画を割ったその中に、多様な刺し文を縫い入れ、その種類の多さを競った。数十、数百もの刺し文技術を知るということは、その妻女は十二単衣も縫えるだけの技量をもつことを意味し、それを誇示したものと考えられている。

## 特徴

### 意匠
| 亀甲の花ぞうきん |  | 松菱の花ぞうきん |
| 亀甲の花ぞうきん |  | 松菱の花ぞうきん |

| 「米」の刺し文 |  | 「銭」の刺し文 |
| 「米」の刺し文 |  | 「銭」の刺し文 |

布地に方眼を描き、縦・横・斜め・くぐり刺しなど、多様な技法を用いて模様を描く。
「亀甲」か「松皮菱」を連ねて区画を分割した各面に、様々な種類の刺し文様は入るのが最大の特徴である。「亀甲」と「松皮菱」は、米沢藩の士族の子息が元服の際に身に付ける裃の模様であり、武士の身分を象徴する柄として、農民など他の身分の者は用いることができなかった。とくに、亀甲が多く用いられた。
刺し文は、原方衆の暮らしにまつわるモチーフから考案された。野山や川などの自然の風景、春夏秋冬の稲・麻・紅花・柿花や、銭やそろばん、出世文の矢羽根など、農作物の豊作や暮らしの安寧などの願いも込められた。1枚の雑巾に80種、ときに200以上 もの刺し文様の入ったものもあり、士族妻女のあらん限りの知識と技が詰め込まれた。
大きさは、小さいもので1尺四方、大きいものでは、2尺から3尺ほどの長さがあった。身分の高い客人の足の大きさに合わせた布をあて、周囲に刺し文をいれた豪奢な雑巾も作られた。

### 用途
刺し子は、一般的には、木綿などの暖かい衣料を持てなかった貧しい庶民が、擦り切れた古着や麻などの目の粗い布地に糸で細かく刺繍を入れることで、布の密度を上げ、風を通さない丈夫な布に加工する伝統的な手法である。東北地方など、綿花が生産できない寒冷地でとくに発展した防寒の技であるが、原方刺し子は、その発展の経緯に独自の文化と特徴がある。
士族の証である文様を刺し入れた足ふき用の雑巾を玄関に置くことで、貧困から田畑を耕す一族の男衆が田から帰宅した際や、来客に、足をのせさせる際に本来の身分を思い起こさせるために用いられた。文様は多様にあり、来客の格により使い分けた。一部では、苦しい生活を強いた藩主への恨み言を書いた紙を内部に刺し込み、それで足を拭くことで憂さを晴らした例もある。
21世紀の伝承活動では、亀甲の六角形に刺し文を入れたコースター やテーブルクロスやタペストリーなどに、その技術が転用されている。

## 原方衆のくらし
上杉氏は原方衆に対し、総面積150坪（約495平方メートル）の屋敷を与えた が、裏半分は野菜畑とし、自給自足の生活を余儀なくされた。間口は身分に応じて6間（約11メートル）から8間、奥行は約25間と定められていたが、屋敷に続く土地は開墾した者の所有にするとして、荒野の開拓を促した。新たに開拓した土地は、土を深く耕す必要がある牛蒡の栽培を義務付け、農地への改良を図った。米沢藩は農政を土台としており、原方衆は土地の効率的な利用と税収を見込んでの施政下にあった。
敷地裏の北側には薬草を植え、周囲はウコギの生垣で覆われた。ウコギは、若芽が食用になり、茶の代替品とも薬用にもされた。縁起物の植物である牡丹や南天は、農耕用の土に植えるのはもったいないとして、藩の指示で、雨のあたらない縁の下に植えられた。
台所の下は池に続いており、残飯で鯉を飼った。子どもが生まれると、米沢藩はクルミやクリなどの実の生る木を藩の「祝い木」として与えた。門前の掘立川べりに植えることとされた「祝い木」から川に落ちる実は、「藩栗」「藩クルミ」として家老の屋敷の池に流れて集められるようになっていた。原方衆が家にあがるたびに足を洗った屋敷門前の掘立て川は、20世紀に入っても側溝として残り、漬菜などの収穫物を洗う習慣があった。下り口には、足を洗う水を溜めるべく、川を堰き止めるために使われた石が1つずつ残る。
当時、領地高に見合わない家臣を保持した米沢藩の藩財政は困窮し、城下の武士も、粥を食し、紙の布団で寝る暮らしを強いられた。原方衆の暮らしぶりも、鶏の鶏冠も凍る極寒の冬でも藁のなかに裸で潜り、あるいは筵を被って箱で寝るなど悲惨を極めたが、城下に残った下級武士に比べると、藩の普請に動員されることが多く、開墾によって得た農地を有する点で、やがて生活水準は城下の下級武士を上回った。そのため、『城下のお粥っ腹、原方の糞つかみ』と罵られることもあった。

## 伝承活動

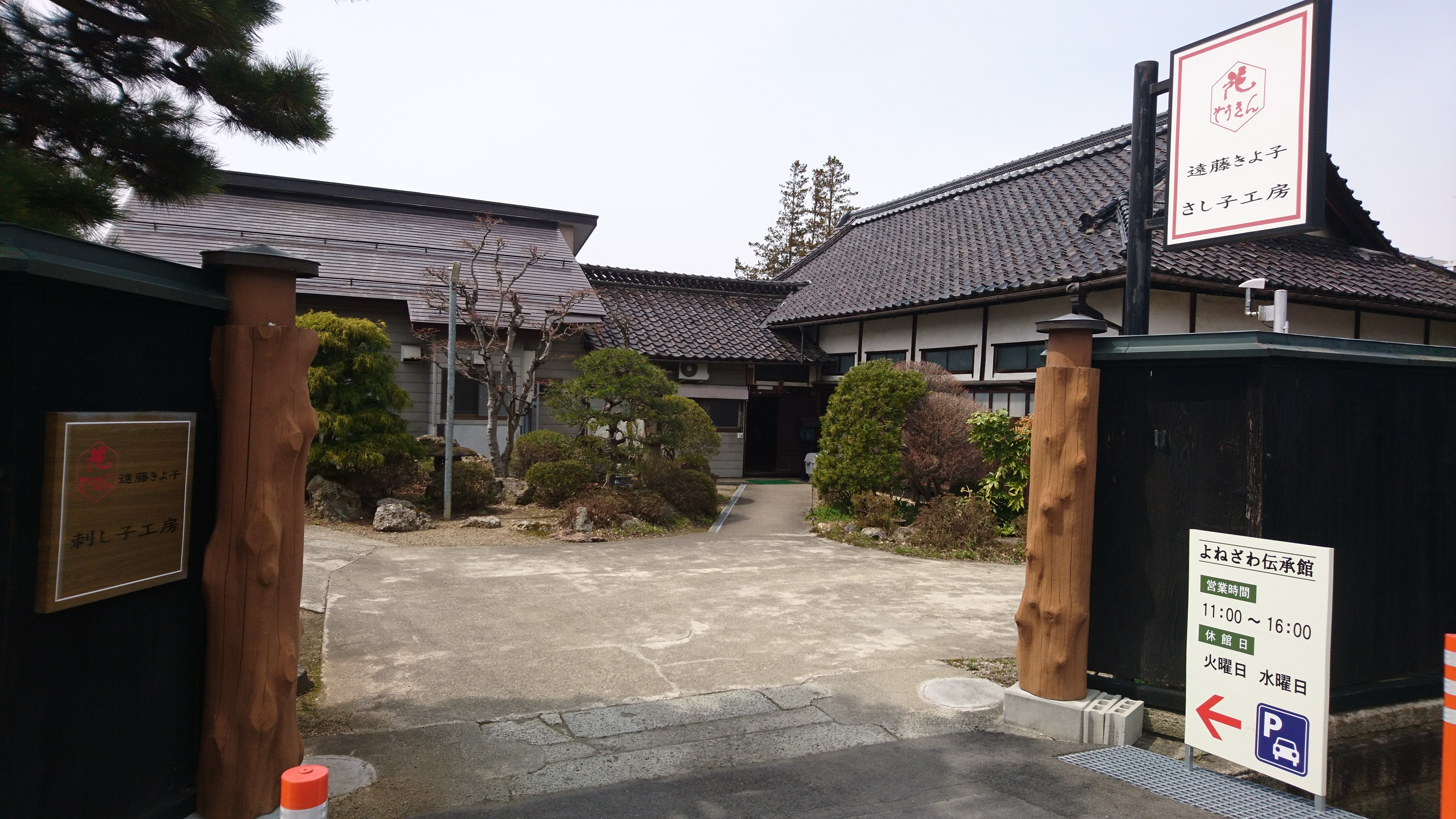
さしこ工房創匠庵

さしこ工房創匠庵（山形県米沢市門東町1丁目1-11）の一室に設けられた「よねざわ伝承館」で、米沢織や成島焼を再現した米沢焼などの伝統工芸とともに展示され、講座や勉強会などを通して技術継承が模索されている。米沢市が2016年度から取り組む米沢ブランド戦略事業の一環で、NPO法人米沢伝承館が業務委託されている。
公益財団法人農村文化研究所（山形県米沢市六郷町西藤泉71-32）では、2018年に、手引書となるDVDを制作した。第一人者である遠藤きよ子 の手の動きを中心に構成し、原方刺し子の特有の技法とされる「くぐり刺し」など、基本10種類の刺し文を紹介した。
原方刺し子は、デザイン性の高さから中国やイタリアなど海外の工芸展にも出品される。

## 参考資料
- 総合女性史研究会 編『文化と女性』吉川弘文館〈日本女性史論集7〉、1998年。
- 組本社 編『ふるさとの人と智恵 山形』農村漁村文化協会〈全国の伝承 江戸時代 人づくり風土記6〉、1991年。
- 徳永幾久 編『刺し子の研究』衣生活研究会〈民俗服飾文化〉、1989年。
- 山形新聞地域記事